# Brockmann-Körper
Als Brockmann-Körper, Brockmannsche Körper, Brockmann-Körperchen und gelegentlich auch als Hauptinseln (englisch Brockmann bodies oder principal islets) werden anatomische Strukturen in den meisten Knochenfischarten bezeichnet, die aus endokrinem Gewebe bestehen und deren Hauptaufgabe die Produktion und Abgabe des Hormons Insulin in Abhängigkeit vom Blutzuckerspiegel ist. Sie wurden erstmals 1846 von Heinrich Brockmann in der Groppenart Cottus scorpius und der Kabeljauart Gadus callarias beschrieben.

## Bau und Funktion
Hinsichtlich ihrer physiologischen Funktion ähneln die Brockmann-Körper der Knochenfische den Langerhans-Inseln der Säugetiere, Vögel, Reptilien und Amphibien, die in ihrer Gesamtheit auch als „Inselorgan“ bezeichnet werden. Im Gegensatz zu den Langerhans-Inseln stellen die Brockmann-Körperchen jedoch ein auf wenige größere Strukturen konzentriertes und im Mesenterium in der Nähe der Gallenblase lokalisiertes Inselorgan dar. In den Langerhans-Inseln sind die insulinproduzierenden Betazellen hingegen zusammen mit bestimmten anderen hormonproduzierenden Zellen in Form von kompakten Zellverbänden in der Bauchspeicheldrüse verteilt. Diese besteht damit sowohl aus exokrinem Gewebe, das Verdauungsenzyme produziert, als auch aus dem endokrinen Gewebe der Langerhansschen Inseln, deren Zahl artspezifisch zwischen mehreren Tausend bei kleineren Säugetieren und bis zu einer Million beim Menschen liegt. 
Brockmann-Körper liegen demgegenüber meist vom exokrinen Pankreas getrennt vor. Möglich ist jedoch auch das Vorhandensein von exokrinem Gewebe in den Brockmann-Körperchen, eine dünne Schicht exokriner Zellen um die Brockmann-Körperchen oder die Einlagerung der Brockmann-Körperchen in die Leber. Bei einigen Fischen wie den Grundeln existiert ein einzelner Brockmann-Körper, bei anderen wie den Groppen sind sie paarweise angelegt. Auch das Vorhandensein von mehreren Brockmann-Körperchen oder von zusätzlichen kleineren Inseln ist bei einigen Arten möglich. Größere Brockmann-Körper sind bereits mit bloßem Auge als weiße oder pinkfarbene runde beziehungsweise ovale Strukturen erkennbar. Analog zu den Langerhans-Inseln der Säugetiere enthalten die Brockmann-Körper der Knochenfische neben den Betazellen auch Zellen, die Glucagon (Alphazellen), Somatostatin (Deltazellen) und pankreatisches Polypeptid (PP- beziehungsweise F-Zellen) abgeben.
Brockmann-Körper werden in der medizinischen Forschung als experimentelles Modell verwendet für Studien zur Inselzelltransplantation, einer chirurgischen Behandlung des Diabetes mellitus, da ihre Gewinnung im Gegensatz zu den Inseln von Säugetieren deutlich weniger aufwändig ist.